# Hommes de demain
Pour plus de détails, voir Fiche technique et Distribution.
Hommes de demain (Men of Tomorrow) est un drame britannique réalisé par Zoltan Korda et Leontine Sagan, sorti en 1932.

## Synopsis
Allen Shepherd, un ancien étudiant de l'université d'Oxford, est devenu un romancier à succès et s'est marié à Jane Anderson. Ferme partisan de la répartition traditionnelle des sexes, Shepherd quitte Jane quand elle accepte un poste d'enseignante à Oxford.

## Fiche technique
- Titre francophone : Hommes de demain
- Titre original : Men of Tomorrow
- Réalisation : Zoltan Korda, Leontine Sagan
- Scénario : Anthony Gibbs, Arthur Wimperis
- Photographie : Bernard Browne, Philip Tannura
- Montage : Stephen Harrison, Leontine Sagan
- Musique : Kurt Schröder
- Production : Alexander Korda
- Sociétés de production : London Film Productions
- Sociétés de distribution : Paramount British Pictures (Royaume-Uni), Mundus Distributing Corp. (États-Unis), Motion Picture Management
- Pays d'origine :  Royaume-Uni
- Langue : anglais
- Format : noir et blanc — 35 mm — 1,37:1 — Mono
- Genre : Dramatique
- Durée : 88 minutes

## Distribution
- Maurice Braddell : Allan Shepherd
- Joan Gardner : Jane Anderson
- Emlyn Williams : Horners
- Robert Donat : Julian Angell
- Merle Oberon : Ysobel d'Aunay
- John Traynor : M. Waters
- Esther Kiss : Maggie
- Annie Esmond : Mme Oliphant
- Charles Carson : le doyen Proctor